# Claudia Rusch
Claudia Rusch, född 1971 i Stralsund, är en tysk författare.
Hon växte upp på Rügen och i Brandenburg. 1982 flyttade familjen till Östberlin. Hennes föräldrar var regimkritiker vilket gjorde att familjen ständigt hölls under uppsikt av Stasi. Hon har beskrivit sin uppväxt i boken Meine freie deutsche Jugend (S.Fischer Verlag) som blivit en stor framgång i Tyskland. Boken, som består av ett antal fristående noveller, har tryckts i ett flertal upplagor och sålts i mer än 95 000 exemplar.
Hittills är den översatt till bland annat holländska, grekiska, danska, finska och italienska. På svenska heter boken Honeckers kanderade äpple (Kjellbergs Förlag 2006). Claudia Rusch blev nominerad till Deutscher Bücherpreis vid bokmässan i Leipzig 2004. I Sverige har kritiken varit tämligen positiv med bland annat en 4:a i Go'Morron Sverige av Magnus Utvik.